# Флоридский залив
Флори́дский зали́в (англ. Florida Bay) — залив на юге штата Флорида (США), расположенный между южной оконечностью полуострова Флорида (экорегионом Эверглейдс) и архипелагом Флорида-Кис. Площадь залива по-разному зафиксирована 2100, 2200, 2600 км².
Почти весь Флоридский залив входит в национальный парк Эверглейдс, за исключением крайнего юга — морской природный заповедник Флорида-Кис. Залив считается мировой столицей водяных смерчей, где за год бывает около 500 смерчей. Наибольшее количество их приходится на период с июня по октябрь, но они могут случиться и в любое время года.